# Stokes (cràter)
Stokes és un cràter d'impacte lunar que es troba en la corba formada pels cràters Regnault al nord, Volta al nord-est i Langley. Aquesta formació de cràters es troba gairebé en el terminador nord-oest de la Lluna, on la seva visibilitat es veu afectada pels efectes de la libració.

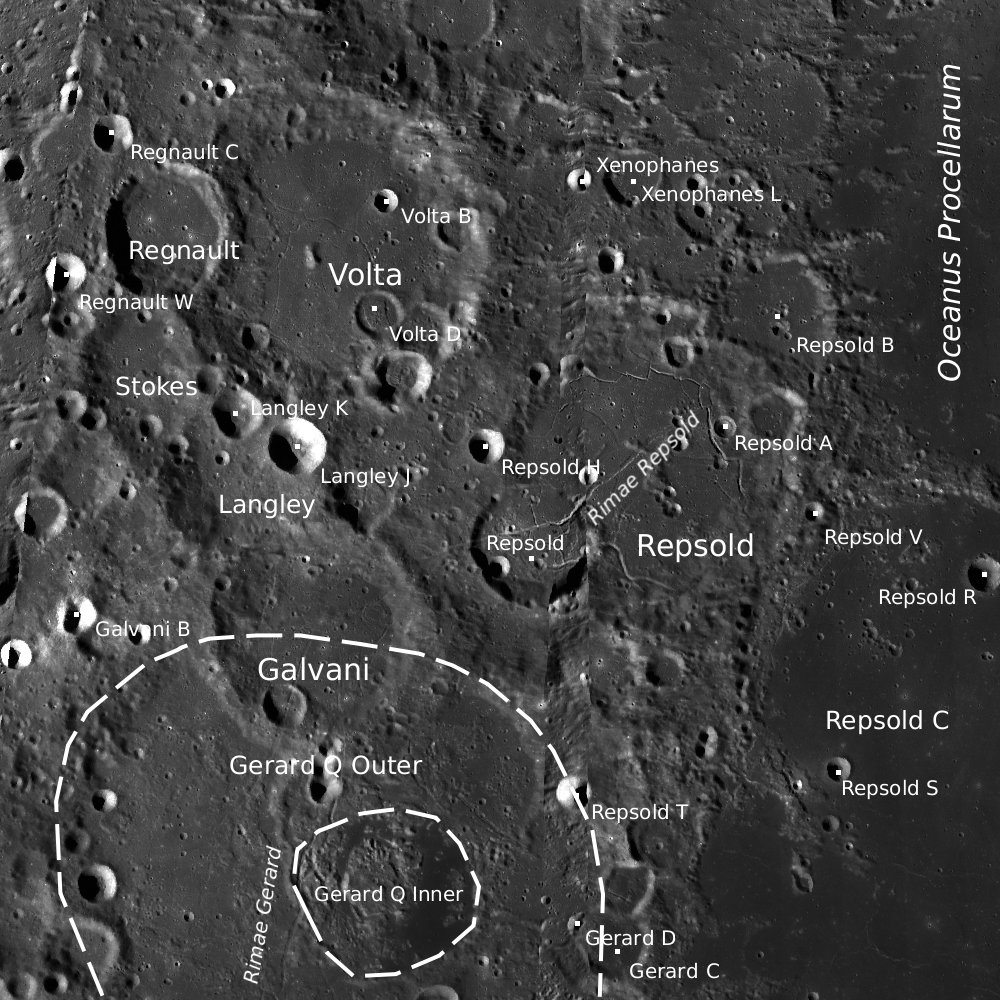
Localització de Stokes, sota Volta i Regnault (quadrant superior esquerre de la fotografia)

La vora d'aquest cràter ha estat fortament modificada per impactes propers, encara que conserva el seu aspecte aproximadament circular. Diversos petits cràters jeuen sobre les muralles exteriors occidentals, així com en la cresta entre Stokes i Langley. Gran part de la secció sud del sòl ha estat coberta per ejeccions procedents d'impactes propers. La meitat nord del sòl, no obstant això, és molt més suau i gairebé sense trets, excepte per alguns impactes menors.